# Anadia pulchella
Anadia pulchella — вид ящірок родини гімнофтальмових (Gymnophthalmidae). Ендемік Колумбії.

## Поширення і екологія
Anadia pulchella мешкають на західних схилах гірського масиву Сьєрра-Невада-де-Санта-Марта на північному сході Колумбії. Вони живуть у вологих гірських тропічних лісах та на узліссях, на висоті від 2100 до 2750 м над рівнем моря.

## Збереження
МСОП класифікує стан збереження цього виду як близький до загрозливого. Anadia pulchella загрожує знищення природного середовища.